# Stigmatochromis woodi
Stigmatochromis woodi és una espècie de peix pertanyent a la família dels cíclids i a l'ordre dels perciformes.

## Descripció
Fa 25 cm de llargària màxima. Mandíbules i ulls grans. Mandíbula inferior clarament protràctil. Línia lateral contínua. No té pigmentació blava i la seua coloració principal és de color verd metàl·lic i negre. Les poblacions meridionals semblen tindre la boca lleugerament més petita que les septentrionals.

## Reproducció
Els mascles reproductors són territorials, observables durant tot l'any i prefereixen les àrees sorrenques a 20-40 m de fondària per a poder excavar llurs nius. Les femelles són incubadores bucals i pugen a hàbitats intermedis menys fondos on alliberen els seus alevins.

## Alimentació
És piscívor i caça les seues preses sobre la sorra (en general, en parelles o en grups grans). El seu nivell tròfic és de 4,5.

## Hàbitat i distribució geogràfica
És un peix d'aigua dolça, demersal i de clima tropical (9°S-15°S), el qual viu a Àfrica: és un endemisme de les platges sorrenques a prop de les roques i hàbitats intermedis de sorra i roques del llac Malawi a Malawi, Moçambic i Tanzània.

## Observacions
És inofensiu per als humans, el seu índex de vulnerabilitat és baix (13 de 100) i forma part del comerç internacional de peixos ornamentals.